# Alexejewskoje (Tatarstan)

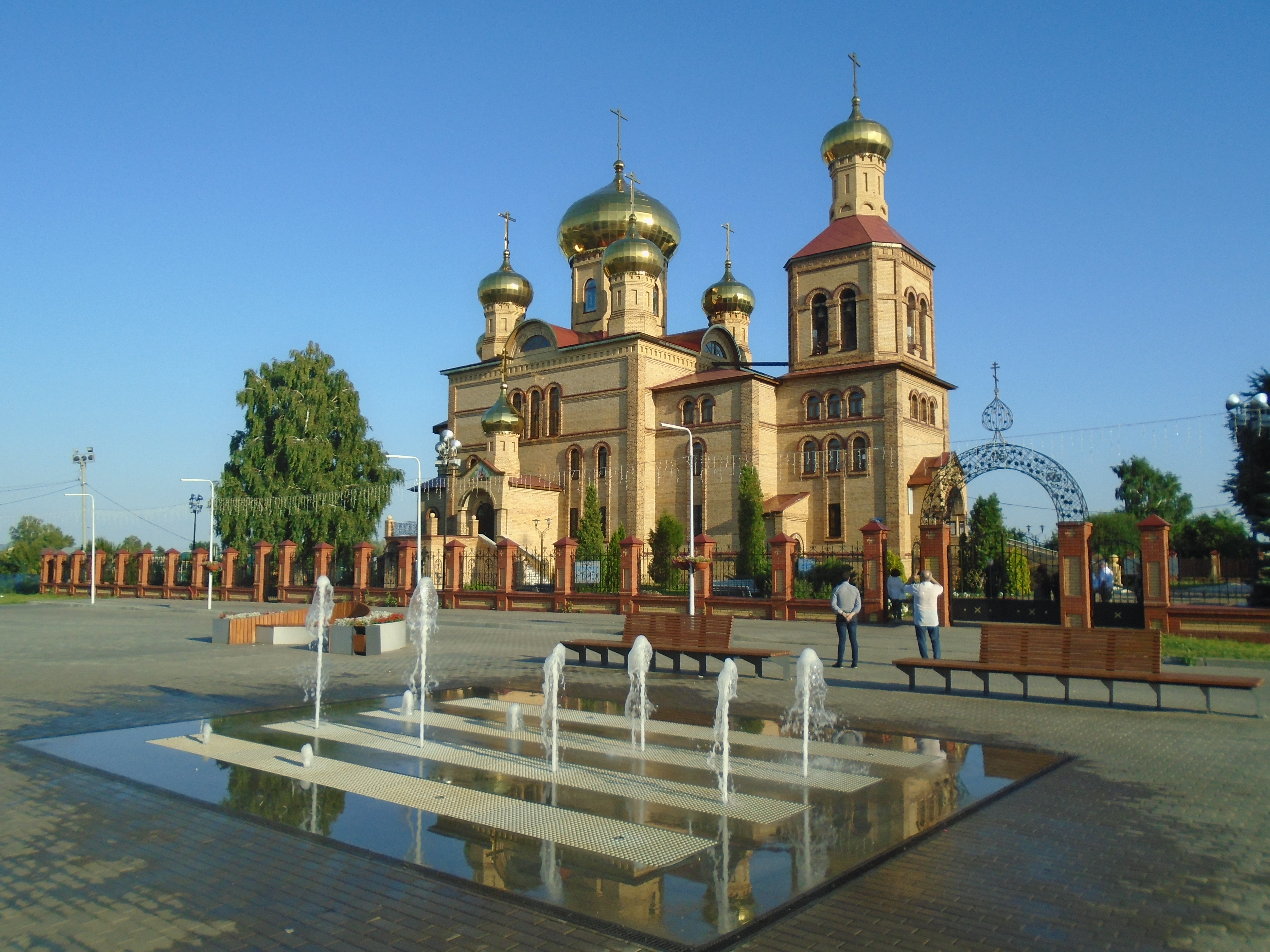
Alexejewskoje (2022)

Alexejewskoje (russisch Алексе́евское) ist eine Siedlung städtischen Typs in der Republik Tatarstan (Russland) mit 11.224 Einwohnern (Stand 14. Oktober 2010).

## Geographie
Die Siedlung liegt gut 80 km Luftlinie südöstlich der Republikhauptstadt Kasan und 35 km westlich der Stadt Tschistopol am linken Ufer der Kama. Diese befindet sich dort noch im Staubereich des Kuibyschewer Stausees der Wolga und ist etwa 10 km breit.
Alexejewskoje ist Verwaltungszentrum des Rajons Alexejewski. Die Siedlung bildet eine gleichnamige Stadtgemeinde (gorodskoje posselenije), zu der weiterhin die zwei Dörfer (derewnja) Sabakaika (gut 9 km südwestlich) und Sotejewka (8 km südwestlich) gehören.

## Geschichte
Das Dorf Alexejewskoje wurde 1710 gegründet.
1930 wurde es Verwaltungssitz eines Rajon und 1965 erhielt es den Status einer Siedlung städtischen Typs.

### Bevölkerungsentwicklung
| Jahr | Einwohner |
| ---- | --------- |
| 1939 | 5.726     |
| 1959 | 5.520     |
| 1970 | 6.012     |
| 1979 | 6.776     |
| 1989 | 8.146     |
| 2002 | 9.720     |
| 2010 | 11.224    |

Anmerkung: Volkszählungsdaten

## Wirtschaft und Infrastruktur
Alexejewskoje ist Zentrum eines Landwirtschaftsgebietes. Im Ort gibt es eine Fabrik für Keramikziegel und eine 1927 gegründete Kunstweberei.
Durch den Ort führt die Fernstraße R239  Kasan – Tschistopol – Almetjewsk – Bugulma – Orenburg. Westlich der Siedlung überquert die Autobahn Schali–Bawly die Kama auf einer in den 2000er-Jahren fertiggestellten elf Kilometer langen Kombination aus Damm und Brücken, die die frühere Fährverbindung ersetzte. Vor dem Damm zweigt die Regionalstraße R240 ab, die zur R178 östlich von Dimitrowgrad in der benachbarten Oblast Uljanowsk führt – zusammen die kürzeste Verbindung zwischen den Millionenstädten Kasan und Samara.

## Persönlichkeiten
- Rinal Muchametow (* 1989), Schauspieler